# メルチョル・マウリ
メルチョル・マウリ・プラト（Melchor Mauri Prat、1966年4月8日 - ）は、スペイン、ビック出身の元自転車競技（ロードレース）選手。日本ではフジテレビのツール・ド・フランス中継などを中心にメルコール・マウリと表記される場合もある。

## 経歴
1987年、レイノルズと契約を結んでプロ転向。
1990年、オンセに移籍。
1991年、ブエルタ・ア・エスパーニャ総合優勝（区間2勝）。
1993年、アマヤ・セグロスに移籍。ブエルタ・ア・エスパーニャ総合8位（区間1勝）。
1994年、バネストに移籍。ブエルタ・ア・カスティーリャ・イ・レオン及び、ブエルタ・ア・ムルシア総合優勝。
1995年、オンセに復帰。国内選手権・個人タイムトライアル優勝。ツール・ド・フランス総合6位。ブエルタ・ア・エスパーニャ総合4位（区間1勝）。
1996年、ブエルタ・ア・アラゴン及び、ブエルタ・ア・ムルシア総合優勝。アトランタオリンピック・個人ロードレース6位。
1997年、シルキュイ・ド・ラ・サルト総合優勝。
1998年、ヴォルタ・アン・アレンテホ総合優勝。世界選手権・個人タイムトライアル2位。
1999年、スポルト・リスボンに移籍。ヴォルタ・アン・アルガルヴェ総合優勝。
2001年、ミラネサ・MSSに移籍。
2002年、引退。